# Йохан Казимир (Изенбург-Бюдинген)
Вижте пояснителната страница за други личности с името Йохан Казимир.
Йохан Казимир фон Изенбург-Бюдинген (на немски: Johann Casimir von Isenburg-Büdingen; * 9 декември 1715, Бирщайн; † 13 април 1759, Берген, днес част от Франкфурт на Майн) е принц от Изенбург-Бюдинген, генерал-лейтенант в Хесен-Касел.

## Биография
Той е шестият син на граф Волфганг Ернст I фон Изенбург-Бюдинген (1686 – 1754), който на 23 май 1744 г. става първият княз на Изенбург и Бюдинген, и първата му съпруга графиня Фридерика Елизабет фон Лайнинген-Дагбург-Емихсбург (1681 – 1717), дъщеря на граф Емих XIV фон Лайнинген-Дагсбург-Емихсбург (1649 – 1684) и пфалцграфиня Елизабет Христиана фон Цвайбрюкен-Ландсберг (1656 – 1707). Брат е на наследствения принц Вилхелм Емих Христоф (1708 – 1741), Фридрих Ернст (1710 – 1791), генерал в Хесен-Касел, Христиан Лудвиг (1710 – 1791), генерал в Хесен-Касел, Карл Филип (1711 – 1723), полковник Адолф Август (1713 – 1744) и на Елизабет Амалия Фридерика (1714 – 1748), омъжена на 27 декември 1738 г. в Бирщайн за граф Христиан Август фон Золмс-Лаубах (1714 – 1784). Той е по-голям полубрат на Фридрих Вилхелм фон Изенбург-Бюдинген (1730 – 1804).
Йохан Казимир започва военна служба в Русия. През Шведско-руската война (1741 – 1743) попада в плен на шведите. След освобождаването му той започва служба при ландграф Вилхелм VIII фон Хесен-Касел, който го изпраща през 1746 г. в Англия да помага на крал Джордж II против якобитското въстание на Чарлз Едуард Стюарт. Участва в Австрийската наследствена война. През 1751 г. Йохан Казимир става генерал-майор в Хесен-Касел, а през 1758 г. генерал-лейтенант.
През 1759 г. участва при херцог Фердинанд фон Брауншвайг-Волфенбютел в битката при Берген против французите. Йохан Казимир е ранен в гърдите и умира на 13 април 1759 г. на 43 години. Погребан е в Бюдинген. Той не се жени.